# Estrup (slægt)
 For alternative betydninger, se Estrup. (Se også artikler, som begynder med Estrup)
Estrup er en dansk slægt, hvis stamfader, Christen Estrup (død 1757), der først var forpagter på Lindenborg Gods, senere bosat i Nibe, blev fader til by- og rådstueskriver i Helsingør, etatsråd Lauritz Christian Estrup (1753-1826) og til magister Peder Estrup (1756-1818), der med stor dygtighed beklædte embedet som rektor i Randers, hvor han senere virkede som sognepræst og provst. Sidstnævntes ældste datter ægtede professor, konferensråd Laurids Engelstoft, hans sønner var borgmester i Odense, konferensråd Christian Estrup (1790-1868), der ikke efterlod sønner, lægen Peder Jungersen Estrup (1791-1830), som gik i russisk tjeneste, men hvis efterkommere lever her i landet, og historikeren, etatsråd, dr.phil. Hector Frederik Janson Estrup, der var fader til statsmanden, konseilspræsident Jacob Brønnum Scavenius Estrup (1825-1913). Denne blev bl.a. fader til kammerherre, hofjægermester Hector Estrup til Ormstrup og Kongsdal (1860-1914), til Adam Estrup til Fårupgård (1864-1934) og til cand.theol. Jacob Estrup til Skaføgård (1870-1941).
Hector Estrup (1860-1914) var fader til kammerherre, hofjægermester, cand.phil Jacob Estrup (1897-1987) til Kongsdal og til kammerherre, hofjægermester, cand.jur. Niels Rudolph Estrup (1899-1973) til Skaføgård og Fjeld, som var gift med Thalia født baronesse Wedell-Wedellsborg og forældre til nationaløkonomen, professor, dr.polit og kammerherre Hector Estrup (1934-2016) til Skaføgaard, hofjægermester, forstkandidat Vilhelm Estrup (1936-2013) til Fjeld og civilingeniør, dr.merc. Christian Estrup (1939-1995). Jacob Estrup (1897-1987) var fader til kammerherre, hofjægermester Iakob Estrup til Kongsdal (1925-2012), som var fader til kammerherre, hofjægermester Hans Iakob Estrup til Kongsdal (født 1960).
Hofjægermester Vilhelm Estrup til Fjeld var fader til Vibeke Estrup (født 1971), skuespiller Regitze Estrup (født 1974) og Hofjægermester Frederik Emil Valdemar Estrup (født 1977) til Fjeld.
Civilingeniør, HD, dr.merc. Christian Estrup (1939-1995) var gift med sekretær i Hofmarskallatet Birgitte Estrup (1943-2009), og sammen var de forældre til maskiningeniør, MA Adam Peter Estrup (født 1964), cand.ling.merc. Louise Estrup (født 1966) og cand.med., phd, Thalia Marie Blicher (født 1970).
En anden Hector Frederik Jansen Estrup (1854-1904) var søn af hospitalsforstander Laurits Carl Constantin Estrup og blev arkitekt i Horsens. Hans søn, journalist Lauritz Albert Zwergius Estrup (1890-1974) var borgmester i København og fader til nationaløkonomen og politikeren Jørgen Frederik Grundtvig Estrup (født 1942).
Civilingeniør, dr.phil. Knud Karl Vibe Estrup (1884-1978) hører også til slægten.